# Dil Se..
Dil Se.. (en hindi दिल से, en tàmil தில் சே,en urdú دل سے, literalment: "De tot cor") és una pel·lícula dramàtica i musical índia del 1998, escrita i dirigida per Mani Ratnam i protagonitzada per Shahrukh Khan, Manisha Koirala i Preity Zinta.
Tractant d'un tema seriós i delicat (el descontentament polític de certes regions índies i llur activitat independentista) i amb un final inhabitual, la pel·lícula va ser un fracàs de taquilla al seu país. A l'estranger, en canvi, va ser remarcada i seleccionada per a participar en diversos concursos internacionals, com l'Era New Horizons Film Festival de Polònia, el Helsinki Film Festival o la Berlinale, on va guanyar el premi NETPAC. Al Regne Unit, va ser la primera pel·lícula índia que va entrar al Top 10 dels èxits de taquilla.

## Argument
Amar Varma (Shahrukh Khan), reporter de ràdio, viatja al nord de l'Índia per a entrevistar la gent sobre el 50è aniversari de la independència del país. Una nit, en una estació de tren solitària i freda, es troba amb una estranya desconeguda (Manisha Koirala). Impressionat per la seva bellesa i el seu aire trist, intenta entaular una conversació però la noia resta obstinadament silenciosa i absent. Quan finalment aquesta accepta un te calent de la part d'Amar, arriba un tren, l'agafa i desapareix.
Però durant el seu periple, que inclou entrevistar guerrillers rebels, Amar creua altre cop la desconeguda i aprèn que es diu Meghna. Ella fa veure que no el coneix fins que, davant la seva insistència per a conèixer-la millor, li diu que està casada. Amar, confús perquè li havia confessat que n'estava enamorat, s'avé a deixar-la tranquil·la.
Més tard, a la zona fronterera de l'Himàlaia, es troba de nou amb Meghna en un autobús. Arran de l'aparició sobtada d'un altre passatger, Meghna es fa passar per l'esposa d'Amar. A partir d'aquest esdeveniment, tots dos passen una mica de temps junts, durant el qual la noia sembla oblidar una mica l'estat de tristesa permanent que la consumeix. Durant aquests pocs dies, neix entre ells una forta complicitat, però un matí Meghna desapareix altre cop sense deixar rastre.
De tornada a Nova Delhi, Amar ha d'afrontar el matrimoni arranjat que té pendent amb Preeti (Preity Zinta), però s'adona que resta obsessionat pel record de Meghna. Veient que no podrà retrobar el rastre de la seva estimada, accepta el casament i es concentra en el seu treball a la ràdio, mentre, a la ciutat, es finalitzen els preparatius per a celebrar el 50è aniversari de la independència de l'Índia.
Amb aquestes, els serveis d'intel·ligència indis creuen el camí d'Amar, i aquest descobreix que Meghna pot pertànyer a un grup de terroristes que volen pertorbar les festivitats de la independència. Amar es trobarà confrontat l'intent de detenir Meghna a qualsevol preu i a haver d'escollir entre Preeti i Meghna.

## Altres dades
La pel·lícula va ser majoritàriament filmada en exteriors a Himachal Pradesh, el Caixmir, Assam, Delhi, Kerala i altres indrets de l'Índia i Bhutan. La fotografia és de Santosh Sivan, per la qual va guanyar un National Film Award i la banda sonora va ser composta per A. R. Rahman, que li va permetre d'obtenir un Filmfare Award.
Certs analistes consideren que la pel·lícula mostra la influència de la concepció simbòlica de l'amor dins del sufisme.

## Música i coreografia
La banda sonora, composta per A. R. Rahman amb lletra de Gulzar, va resultar molt popular al seu llançament, arribant sent considerada com una de les que ha tingut més èxit de Bollywood. La cançó Chaiyya Chaiyya, en concret, ha obtingut una popularitat especial: en una enquesta internacional realitzada per la BBC World Service va ser escollida com una de les 10 millors cançons de tots els temps i, el 2006, Spike Lee en va fer el tema d'obertura de la seva pel·lícula Inside Man.
La coreografia va ser realitzada per Farah Khan, que va obtenir el Filmfare Award precisament gràcies a aquesta mateixa cançó, on els actors interpreten una dansa sobre un tren en marxa.
La versió en hindi de la banda sonora comporta cinc cançons principals. També n'existeixen versions en tàmil (amb lletra de Vairamuthu) i en telugu (amb lletra de Sirivennela Sitaramasastri).
| títol           | cantants                                          | durada |
| --------------- | ------------------------------------------------- | ------ |
| Chaiyya Chaiyya | Sukhwinder Singh, Sapna Awasti                    | 6:54   |
| Jiya Jale       | Lata Mangeshkar, M. G. Sreekumar & Cor            | 5:07   |
| Dil Se Re       | A. R. Rahman, Anuradha Sriram, Anupama, Febi Mani | 6:44   |
| Ae Ajnabi       | Udit Narayan, Mahalakshmi Iyer                    | 5:48   |
| Thayya Thayya   | Sukhwinder Singh                                  | 4:35   |
| Satrangi Re     | Sonu Nigam, Kavita Krishnamurthy                  | 7:25   |

## Premis i nominacions
Festival Internacional de Cinema de Berlín
- 1999. Guanyadora - NETPAC - Menció especial - Mani Ratnam

National Film Awards
- 1999. Guanyadora - Lotus de Plata - Millor fotografia - Santosh Sivan
- 1999. Guanyadora - Lotus de Plata - Millor so - H. Sridhar

Filmfare Awards
- 1999. Guanyadora - Filmfare a la millor actriu debutant - Preity Zinta
- 1999. Guanyadora - Filmfare al millor lletrista - Gulzar per Chaiyya Chaiyya
- 1999. Guanyadora - Filmfare al millor cantat de playback - Sukhwinder Singh per Chaiyya Chaiyya
- 1999. Guanyadora - Filmfare al millor director musical - A. R. Rahman
- 1999. Guanyadora - Filmfare a la millor coreografia - Farah Khan per Chaiyya Chaiyya
- 1999. Guanyadora - Filmfare al millor director de fotografia - Santosh Sivan

Star Screen Awards
- 1999. Guanyadora - Star Screen Award al millor cantant masculí de playback - Sukhwinder Singh per Chaiyya Chaiyya